# La Estrella de Occidente
La Estrella de Occidente fue una publicación periódica editada en la ciudad española de Granada entre 1879 y 1893, en tres épocas independientes. Vinculada al orientalismo y africanismo, estuvo escrita en castellano y árabe.

## Historia
El promotor y director de La Estrella de Occidente fue Antonio Almagro Cárdenas. El periódico, subtitulado «periódico literario quincenal, publicado en lengua castellana y árabe con la colaboración de escritores españoles y marroquíes», contó con una edición en árabe titulada Naymat al-Magrib, que tuvo una periodicidad irregular. Ya en su primer número de 1 de diciembre de 1879 dejaba claro su primer propósito:

Hemos comenzado á publicar en estos días un pequeño periódico en lengua árabe, destinado a poner en conocimientos de los habitantes del cercano imperio de Marruecos el curso de los principales sucesos de la Europa y á darles a leer multitud de manuscritos que poseemos escritos en dicha lengua y que se deben a la pluma, ó de antiguos escritores musulmanes, ó de antiguos autores musulmanes ó de escritores contemporáneos del Magreb, con cuya amistad nos honramos.

Las tres series del periódico aparecen en tres épocas distintas:
- 1ª serie que abarca 21 números, del 1 de diciembre de 1879 al 1 de octubre de 1880.[1]
- 2ª serie que ocupa desde el número 22, de 18 de octubre de 1880, al número 32 de diciembre de 1880, subtitulándose como periódico hispano-marroquí y suplemento de La Lealtad.[1]
- 3ª serie, desde el número 33, del 15 de octubre de 1890, al 70, de 1 de julio de 1893. En esta tercera serie ya aparece como órgano de la Unión Hispano Mauritánica. El último número correspondiente a julio de 1893 contempla un importante salto respecto al anterior que es de julio de 1892.[1]

Se trata de un periódico que se debate entre orientalismo y africanismo desde los claros tintes orientalistas de sus primeros números hasta la tercera época que muestra evidentes relaciones con un africanismo práctico tal como se refleja en su n.º 33, de 15 de octubre de 1890, en el que, tras narrar lo sucedido en la última década en la que había desaparecido afirma «nuestra bandera es defender el logro de las tradicionales aspiraciones de España en Marruecos». La Unión Hispano-Mauritánica se creó en 1883, en plena vorágine del reparto colonial de África, a la sombra de la Sociedad Española de Africanistas y Colonialistas y sus fines eran «estrechar los lazos de amistad entre españoles y africanos, promover el comercio entre ambos países y realizar viajes». Comparando las intenciones reflejadas en el primer número de la primera época y este, se hace patente la transición acaecida entre orientalismo y africanismo.
La revista muestra, según López García, el desfase de España respecto a otras naciones europeas por los asuntos africanos, y considera sus empeños africanistas como utópicos y estériles por: «pretender crear órganos de prensa en árabe que supuestamente iban a despertar una admiración hacia España y lo europeo; al no apreciar la escasa disposición al comercio y a la expansión industrial de los españoles; y por tener una visión utópica del Magreb que no facilitaba el contacto con la realidad del país». Viñes Millet considera que responde a un deseo que rompe con el culturalismo tradicional del orientalismo y se centra en aspectos más prácticos que responden a unas pretensiones de regeneración económica al querer atender desde sus páginas a intereses como el de las pesquerías, el ferrocarril y la expansión comercial, aunque quizá sus propuestas no llegaron en un momento adecuado al producirse durante los años que preceden a las guerras coloniales que tuvieron como fin las pérdidas en 1898 de Cuba, Filipinas y Puerto Rico para España. El grupo en torno a la Unión Hispano-Mauritánica y su órgano de expresión, La Estrella de Occidente, quedaron como los pioneros de una prensa africanista que más adelante se convirtió en un importante grupo de presión durante los inicios del siglo xx y que dio origen al Protectorado.